# Cervalces latifrons
Cervalces latifrons je vyhynulý druh jelena z podčeledi Capreolinae, který obýval holarktické oblasti Evropy a Asii během pleistocénu. Jedná se o největší dosud objevený druh jelena, který byl větší než jeho severoamerický příbuzný Cervalces scotti, Megaloceros či los evropský.

## První nález
Poprvé byl C. latifrons popsán Randallem Johnsonem v roce 1874. Tehdy byla nalezena čelní kost s částí parohu do té doby neznámého druhu jelena na pláži v Happisburgu v Norfolku. Johnson si nález ponechal ve své soukromé sbírce a pojmenoval jej Cervus latifrons, neboť rod Cervus byl v té době jediným známým rodem jelena. Druhový název latifrons odkazuje na jeho širokou čelní kost. Později byl zařazen do rodu Cervalces, do kterého patří i příbuzný druh Cervalces scotti pocházející ze Severní Ameriky.

## Popis

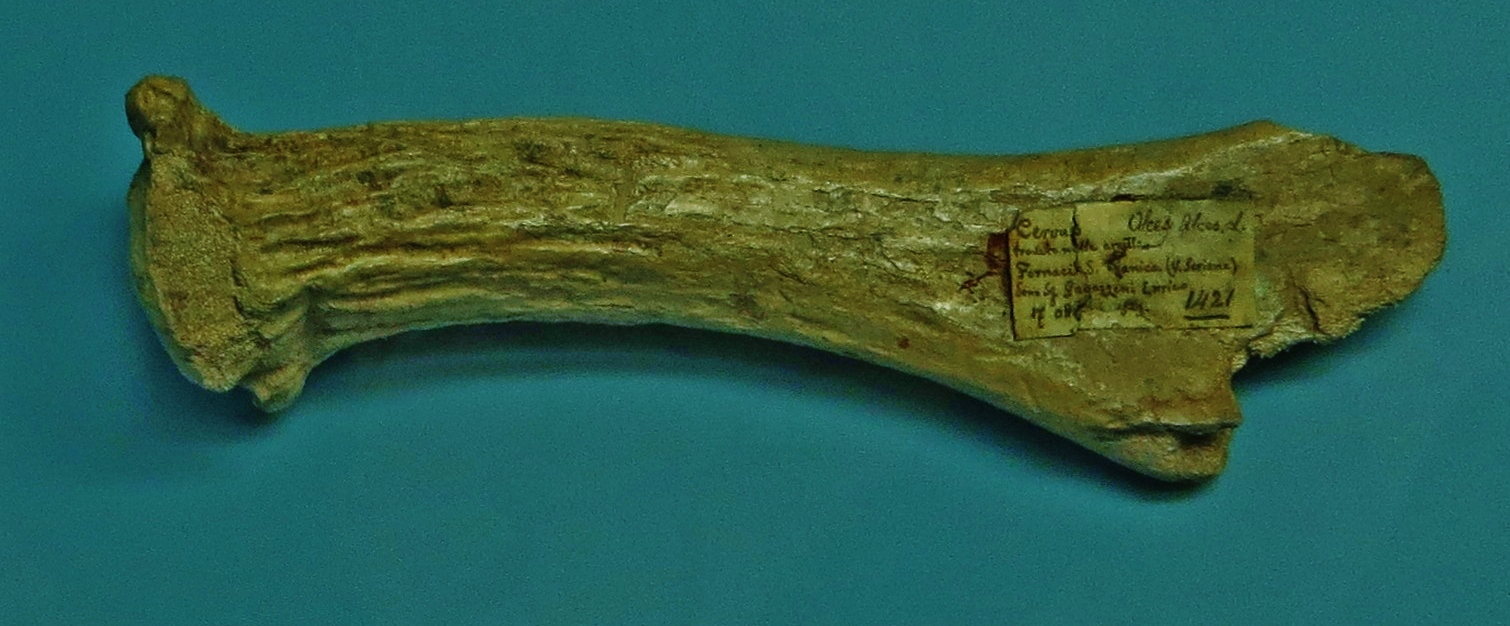
Část parohu Cervalces latifrons

Morfologie tohoto druhu odvozená od nalezených fosilií se jen málo lišila od moderního losa. Parohy samců měly krátké trámy a velké dlaňovité laloky s až deseti velkými hroty. Pravděpodobně sloužily k výstavním účelům, aby zapůsobily na samici. Méně pravděpodobně sloužily k boji, protože vědci věří, že se jednalo o samotářsky migrující druh. Podle odhadů na základě dochovaných nálezů dorůstal průměrné výšky v kohoutku 210 cm. Průměrná váha byla 1 000 kg. Největší jedinci mohli vážit až 1 200 kg a dosahovat výšky v kohoutku až 250 cm. Dosahoval tak přibližně stejné hmotnosti jako bizon americký (Bison bison), ale byl mnohem vyšší. Ve srovnání s Megaloceros giganteus mohl vážit až dvakrát tolik, ale rozpětí jeho paroží bylo menší než u tohoto druhu.
Cervalces latifrons sdílí mnoho anatomických rysů se svým žijícím příbuzným, losem evropským. Měl úzké čelisti, obrušující se stoličky, velkou ústní dutinu, prodlouženou tlamu a premaxilární kosti. Je pravděpodobné, že se živil i podobnou stravou sestávající z kůry, listů a výhonků stromů jako je vrba, osika, jeřáb, bříza, dub, modřín a borovice. Spásal pravděpodobně i bylinnou vegetaci v bažinatých oblastech na dně údolí. Jeho končetiny byly dlouhé a vykazovaly adaptace umožňující pohyb v rychlém klusu. Pohyboval se dlouhým krokem s vysokým zvednutím chodidel při každém kroku. Takový typ chůze je užitečný při pohybu v bažinách nebo hlubokém sněhu. Prsty mohl široce roztáhnout, což by mu pomáhalo při plavání a zabraňovalo hlubokému ponoření nohy při chůzi v bažinách.

## Rozšíření a habitat

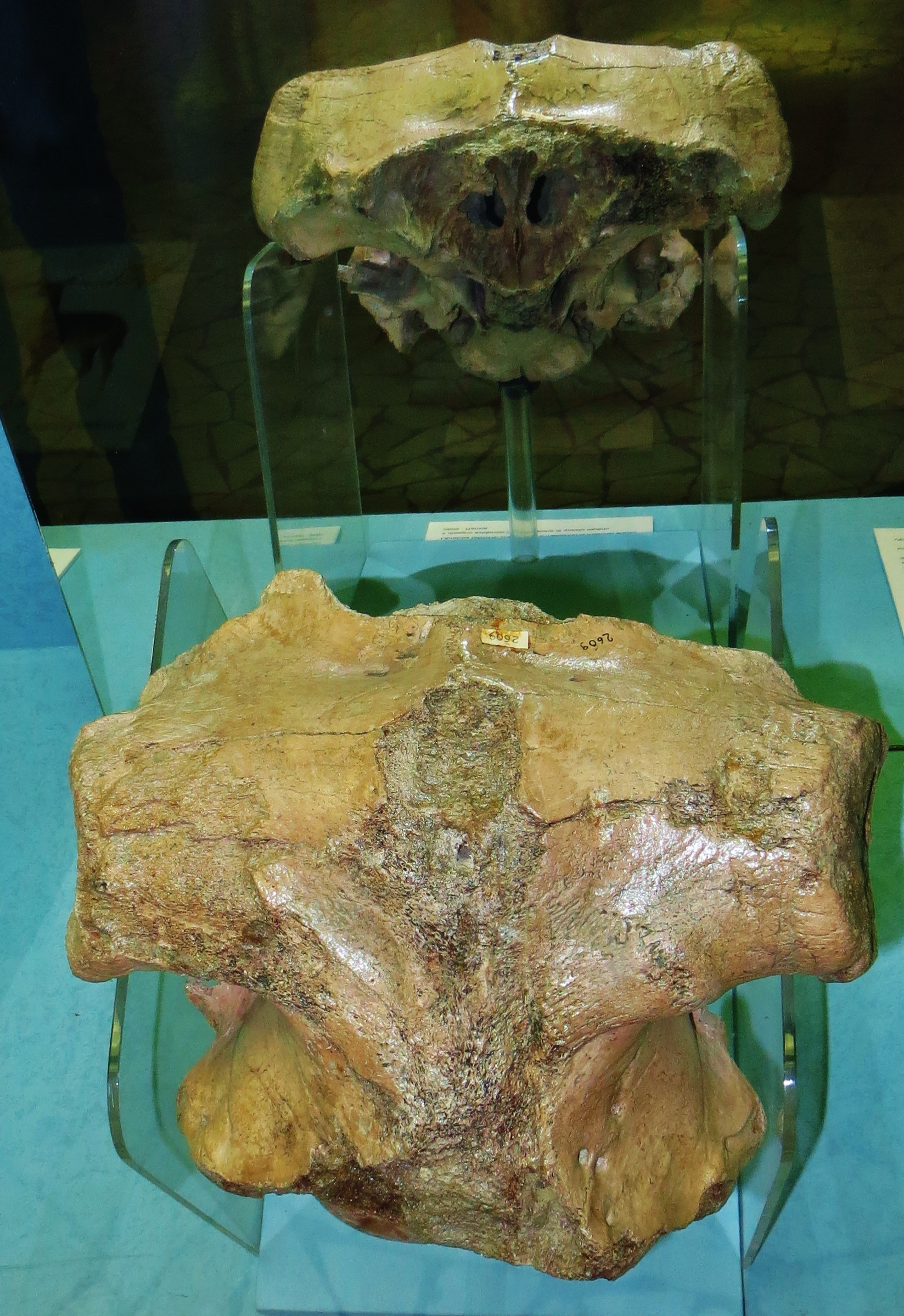
Fosilie Cervalces latifrons v muzeu v Bergamu

Fosilní pozůstatky Cervalces latifrons byly nalezeny v severní Evropě i v Asii, ale nejsou známé žádné nálezy z oblasti Pyrenejského poloostrova, Itálie jižně od Apenin či z Chorvatska nebo Řecka. Ve spojeném království byl nalezen pouze ve formaci zvané Cromer Forest Bed Formation. Tato formace se táhne podél pobřeží v hrabství Norfolk a Suffolk a tvoří nízké útesy mezi Cromerem a Great Yarmouth. Z této oblasti pochází i holotyp tohoto druhu. Jeho fosilie byly nalezeny také v Sénèze ve Francii, Maueru, Bilshausenu, Mosbachu, Süßenbornu v Německu či v Ranice, Leffe a Crostolo Creek v Itálii. Mnoho nálezů pochází také ze Sibiře.
Vědci předpokládají, že se C. latifrons podobal svému modernímu příbuznému, losu evropskému. Žil v tundře, ve stepích, v jehličnatých lesích a bažinách. Listnatým lesům se pravděpodobně vyhýbal, neboť by mu pohyb v takovém prostředí ztěžovalo jeho široké paroží. Podobně jako jeho příbuzní žil pravděpodobně samotářským způsobem života. Pravděpodobně se živil hrubými bylinami a rostlinami rostoucími kolem jezer a v bažinách.
Paleobotanická studie byla založena na jílu nalezeném v lebce exempláře Cervalces latifrons pocházející z Fornaci di Ranica v severní Itálii a datované do raného pleistocénu. Byla nalezena ve fluviálních usazeninách v povodí řeky Serio. Infračervené spektrum jílu a v něm nalezených pylových zrn bylo porovnáno s dříve dostupnou chronologickou sekvencí pylů ze sedimentů pocházející ze stejné oblasti. Výsledky naznačují, že vegetaci v regionu v době, ve které zde žil C. llatifrons tvořily řídké jehličnaté lesy s borovicí lesní (Pinus sylvestris) a borovicí kleč (Pinus mugo), stepi a pastviny. Bezprostředně to korelovalo s ústupem lesního pokryvu a nárůstem bylinné vegetace. Na dně údolí pravděpodobně stála voda, byla zde bažinatá vegetace, vlhké louky, keře a kvetoucí rostliny.

## Evoluční vývoj
Fosilní nálezy jelenovitých podobných moderním losům pocházejícím ze Sibiře z období posledního zalednění jsou fragmentární a postrádají nálezy neporušených lebek a kompletních parohů, přesto byly předběžně identifikovány jako C. latifrons. Měli méně pokročilé zuby, specializovanější tlamu a větší parohy, které byly dvoulaočné a čtyřhroté. Pravděpodobně to byli tito jedinci, kteří překročili Beringův pozemní most a dostali se na Aljašku, kde se z nich vyvinul Cervalces scotti. Podle dochovaných nálezů to vypadá, že v Evropě žili tři paleodruhy losa, které následovaly chronologicky za sebou. Není dostatek důkazů o tom, zda C. latifrons vyhynul v období poslední doby ledové, nebo se vyvinul v losa evropského.